# Imran Ahmed
Imran Ahmed   (Manchester, setembre 1978) és un consultor polític i activista anglès que ha treballat per a candidats del Partit Laborista i actualment és el director general del Center for Countering Digital Hate. És un comentarista de les eleccions al Regne Unit que apareix sovint, escriu i és citat en articles d'opinió i notícies sobre política, mitjans de comunicació, censura i internet.

## Trajectòria
Ahmed va néixer a Manchester i va assistir a la Manchester Grammar School, on va ser l'editor del diari estudiantil. És d'ascendència paixtu. Els seus pares són musulmans i ell va ser criat com a musulmà, tot i que ara s'identifica com a ateu. Després va estudiar ciències polítiques a la Universitat de Cambridge i va començar una carrera com a consultor polític per al Partit Laborista.
Va treballar per als candidats Andy Slaughter i per a l'aleshores secretària d'Afers Exteriors, Hilary Benn. Ahmed va ser el cap de comunicació de la breu campanya d'Angela Eagle per a substituir Jeremy Corbyn a les eleccions primàries per al lideratge del Partit Laborista del 2016. Ahmed treballava com a assessor laborista a Portcullis House quan va tenir lloc l'atemptat de Westminster de 2017, i més endavant va concedir una entrevista a The Independent sobre el que havia passat i com se sentia.
El 2018 va fundar el Center for Countering Digital Hate, una organització sense ànim de lucre amb l'objectiu declarat de combatre l'odi i la desinformació en línia. L'abril de 2020, va ser nomenat membre del comitè directiu del grup de treball pilot de la Comissió per a la Lluita contra l'Extremisme del Regne Unit.

## Obra publicada
- The New Serfdom The Triumph of Conservative Ideas and How to Defeat Them.  Biteback Publishing, 2018. ISBN 9781785903137.